# 疏螺旋体科
疏螺旋体科（学名：Borreliaceae）为螺旋体目的一科细菌。此科的模式属为疏螺旋体属(Borrelia)。

## 属
- 疏螺旋体属 Borrelia Swellengrebel 1907
- Borreliella Adeolu and Gupta 2015，疏螺旋体属的异名
- 脊螺旋体属 Cristispira Gross 1910